# Добровольское сельское поселение (Калининградская область)
Доброво́льское се́льское поселе́ние — упразднённое муниципальное образование на территории Краснознаменского административного района Калининградской области. 
Административный центр — посёлок Добровольск.

## География
На территории поселения находится Мичуринское болото, называемое также Кабаньим болотом.

## История
Добровольское сельское поселение образовано 30 июня 2008 года в соответствии с Законом Калининградской области № 256. В его состав вошли территории бывших Добровольского, Побединского и Правдинского сельских округов.

## Население
| 2002 | 2010  | 2012  | 2013  | 2014  | 2015  |
| ---- | ----- | ----- | ----- | ----- | ----- |
| 2218 | ↗4140 | ↗4153 | ↘4092 | ↘4029 | ↘3983 |

## Состав сельского поселения
В состав сельского поселения входят 19 населённых пунктов
- Болотниково (посёлок) — 97[4]
- Высокое (посёлок) — 117[4]
- Добровольск (посёлок, административный центр) — 1693[4]
- Жарово (Калининградская область) (посёлок) — 8[4]
- Железнодорожное (посёлок) — 157[4]
- Кутузово (посёлок) — 0[4]
- Лесково (посёлок) — 8[4]
- Лосево (посёлок) — 29[4]
- Мирный (посёлок) — 145[4]
- Мичурино (посёлок) — 61[4]
- Никитовка (посёлок) — 170[4]
- Новоуральское (посёлок) — 266[4]
- Острогожское (посёлок) — 209[4]
- Папоротное (посёлок) — 8[4]
- Победино (посёлок) — 534[4]
- Полтавское (посёлок) — 99[4]
- Правдино (посёлок) — 499[4]
- Псковское (посёлок) — 5[4]
- Третьяково (посёлок) — 35[4]